# Aspidogyne cruciformis
Aspidogyne cruciformis är en orkidéart som beskrevs av Paul Ormerod. Aspidogyne cruciformis ingår i släktet Aspidogyne och familjen orkidéer.
Artens utbredningsområde är Bolivia. Inga underarter finns listade i Catalogue of Life.